# 奥马尔·索马
奥马尔·索马（阿拉伯语：عُمَر جِهَاد السُّومَة，1989年3月23日—），叙利亚职业足球运动员，司职前锋。现被沙特艾阿里外借至
卡塔爾星級足球聯賽球会阿拉比，也代表叙利亚国家足球队。

## 荣誉

### 俱乐部
卡迪斯亞
- 科威特超級足球聯賽冠军：2011–12、2013–14
- 科威特酋長盃冠军：2012、2013
- 科威特王儲盃冠军：2013、2014
- 科威特聯合會盃冠军：2013–14
- 科威特超級盃冠军：2011、2013、2104
- 亚洲足协杯冠军：2014

沙特艾阿里
- 沙特王儲盃冠军：2014–15
- 沙特职业足球联赛冠军：2015–16
- 沙特國王盃冠军：2016
- 沙特超級盃冠军：2016

### 国家队
叙利亚
- 西亞足球錦標賽冠军：2012